# Steve Meister
Steve Meister, né le 21 avril 1958 à New York, est un ancien joueur américain de tennis.

## Palmarès

### Titres en double messieurs
| No | Date       | Nom et lieu du tournoi                 | Catégorie  | Dotation  | Surface         | Partenaire         | Finalistes                         | Score         |  |
| -- | ---------- | -------------------------------------- | ---------- | --------- | --------------- | ------------------ | ---------------------------------- | ------------- |  |
| 1  | 05-10-1981 | Tournoi de tennis de Tel Aviv Tel Aviv |            | 75 000 $  | Dur (ext.)      | Van Winitsky       | John Feaver Steve Krulevitz        | 3-6, 6-3, 6-3 |  |
| 2  | 08-02-1982 | Tournoi de tennis de Caracas Caracas   |            | NC $      | Dur (ext.)      | Craig Wittus       | Eric Fromm Cary Leeds              | 6-7, 7-6, 6-4 |  |
| 3  | 12-07-1982 | Tournoi de tennis US Pro Boston        |            | 200 000 $ | Terre (ext.)    | Craig Wittus       | Freddie Sauer Schalk van der Merwe | 6-2, 6-3      |  |
| 4  | 25-04-1983 | Robinson's Men's Tennis Open Tampa     |            | 75 000 $  | Moquette (int.) | Tony Giammalva     | Eric Fromm Drew Gitlin             | 3-6, 6-1, 7-5 |  |
| 5  | 25-09-1983 | Island Holidays Pro Tennis Maui        | Grand Prix | 100 000 $ | Dur (ext.)      | Tony Giammalva     | Mike Bauer Scott Davis             | 6-3, 5-7, 6-4 |  |
| 6  | 17-10-1983 | Tournoi de tennis du Japon Tokyo       |            | 125 000 $ | Dur (ext.)      | Sammy Giammalva Jr | Tim Gullikson Tom Gullikson        | 6-4, 6-7, 7-6 |  |
| 7  | 21-11-1983 | South African Open Johannesburg        |            | 300 000 $ | Dur (ext.)      | Brian Teacher      | Andrés Gómez Sherwood Stewart      | 6-7, 7-6, 6-2 |  |

### Finales en double messieurs
| No | Date       | Nom et lieu du tournoi                   | Catégorie | Dotation  | Surface    | Vainqueurs                       | Partenaire         | Score         |  |
| -- | ---------- | ---------------------------------------- | --------- | --------- | ---------- | -------------------------------- | ------------------ | ------------- |  |
| 1  | 31-10-1983 | Tournoi de tennis de Hong Kong Hong Kong |           | 100 000 $ | Dur (ext.) | Drew Gitlin Craig Miller         | Sammy Giammalva Jr | 6-2, 6-2      |  |
| 2  | 08-10-1984 | Tournoi de tennis du Japon Tokyo         |           | 100 000 $ | Dur (ext.) | David Dowlen Nduka Odizor        | Mark Dickson       | 6-7, 6-4, 6-3 |  |
| 3  | 19-11-1984 | Altech South African Open Johannesburg   |           | 300 000 $ | Dur (ext.) | Tracy Delatte Francisco González | Eliot Teltscher    | 7-6, 6-1      |  |